# Selección de fútbol playa de Francia
La Selección de fútbol playa de Francia representa Francia en los campeonatos internacionales de fútbol playa y está controlada por la Federación Francesa de Fútbol (FFF), que pertenece a la UEFA.

## Estadísticas

### Copa Mundial de Fútbol Playa FIFA
| Copa Mundial de Fútbol Playa FIFA | Copa Mundial de Fútbol Playa FIFA | Copa Mundial de Fútbol Playa FIFA | Copa Mundial de Fútbol Playa FIFA | Copa Mundial de Fútbol Playa FIFA | Copa Mundial de Fútbol Playa FIFA | Copa Mundial de Fútbol Playa FIFA | Copa Mundial de Fútbol Playa FIFA |
| Año                               | Ronda                             | J                                 | G                                 | G+                                | P                                 | GF                                | GC                                |
| --------------------------------- | --------------------------------- | --------------------------------- | --------------------------------- | --------------------------------- | --------------------------------- | --------------------------------- | --------------------------------- |
| 2005                              | Campeón                           | 5                                 | 4                                 | 1                                 | 0                                 | 27                                | 11                                |
| 2006                              | Tercer lugar                      | 6                                 | 5                                 | 0                                 | 1                                 | 32                                | 16                                |
| 2007                              | Cuarto lugar                      | 6                                 | 2                                 | 1                                 | 3                                 | 21                                | 21                                |
| 2008                              | Cuartos de final                  | 4                                 | 1                                 | 1                                 | 2                                 | 17                                | 19                                |
| 2009                              | No clasificó                      | No clasificó                      | No clasificó                      | No clasificó                      | No clasificó                      | No clasificó                      | No clasificó                      |
| 2011                              | No clasificó                      | No clasificó                      | No clasificó                      | No clasificó                      | No clasificó                      | No clasificó                      | No clasificó                      |
| 2013                              | No clasificó                      | No clasificó                      | No clasificó                      | No clasificó                      | No clasificó                      | No clasificó                      | No clasificó                      |
| 2015                              | No clasificó                      | No clasificó                      | No clasificó                      | No clasificó                      | No clasificó                      | No clasificó                      | No clasificó                      |
| 2017                              | No clasificó                      | No clasificó                      | No clasificó                      | No clasificó                      | No clasificó                      | No clasificó                      | No clasificó                      |
| 2019                              | No clasificó                      | No clasificó                      | No clasificó                      | No clasificó                      | No clasificó                      | No clasificó                      | No clasificó                      |
| 2021                              | No clasificó                      | No clasificó                      | No clasificó                      | No clasificó                      | No clasificó                      | No clasificó                      | No clasificó                      |
| Total                             | 4/11                              | 21                                | 12                                | 3                                 | 6                                 | 97                                | 67                                |

### Clasificación Copa Mundial FIFA
| Clasificación de UEFA para la Copa Mundial de Fútbol Playa FIFA | Clasificación de UEFA para la Copa Mundial de Fútbol Playa FIFA | Clasificación de UEFA para la Copa Mundial de Fútbol Playa FIFA | Clasificación de UEFA para la Copa Mundial de Fútbol Playa FIFA | Clasificación de UEFA para la Copa Mundial de Fútbol Playa FIFA | Clasificación de UEFA para la Copa Mundial de Fútbol Playa FIFA | Clasificación de UEFA para la Copa Mundial de Fútbol Playa FIFA | Clasificación de UEFA para la Copa Mundial de Fútbol Playa FIFA |
| Año                                                             | Ronda                                                           | J                                                               | G                                                               | G+                                                              | P                                                               | GF                                                              | GC                                                              |
| --------------------------------------------------------------- | --------------------------------------------------------------- | --------------------------------------------------------------- | --------------------------------------------------------------- | --------------------------------------------------------------- | --------------------------------------------------------------- | --------------------------------------------------------------- | --------------------------------------------------------------- |
| 2008                                                            | No participó                                                    | No participó                                                    | No participó                                                    | No participó                                                    | No participó                                                    | No participó                                                    | No participó                                                    |
| 2009                                                            | Cuartos de final                                                | 6                                                               | 4                                                               | 0                                                               | 2                                                               | 30                                                              | 22                                                              |
| 2011                                                            | Octavos de final                                                | 4                                                               | 3                                                               | 0                                                               | 1                                                               | 30                                                              | 17                                                              |
| 2013                                                            | Ronda final                                                     | 7                                                               | 2                                                               | 2                                                               | 3                                                               | 30                                                              | 33                                                              |
| 2015                                                            | Decimocuarto lugar                                              | 8                                                               | 3                                                               | 0                                                               | 5                                                               | 28                                                              | 30                                                              |
| 2017                                                            | Séptimo lugar                                                   | 8                                                               | 5                                                               | 1                                                               | 2                                                               | 38                                                              | 36                                                              |
| 2019                                                            | Octavos de final                                                | 4                                                               | 2                                                               | 0                                                               | 2                                                               | 13                                                              | 21                                                              |
| 2021                                                            | Noveno lugar                                                    | 5                                                               | 1                                                               | 2                                                               | 2                                                               | 20                                                              | 18                                                              |
| Total                                                           | 7/8                                                             | 42                                                              | 20                                                              | 5                                                               | 17                                                              | 189                                                             | 177                                                             |

## Equipo actual
Actualizado el 17 de julio de 2008:
Entrenador: Éric Cantona

### Jugadores destacados
- Samir Belamri
- Jairzinho Cardoso
- Thierry Ottavy
- Jean Saidou
- Gregory Tanagro